# Pacte dels Sis

El Pacte dels Sis
 es refereix a l'acord entre el Partit Socialista Obrer Espanyol i Esquerra Republicana de Catalunya signat el 2 de gener del 2020, que va permetre la investidura de Pedro Sánchez Pérez-Castejón com a president del Govern d'Espanya, a canvi de la creació d'una mesa bilateral de diàleg i de negociació entre el Govern de Catalunya i el Govern d'Espanya, per a la resolució del conflicte polític a Catalunya, derivat de la crisi constitucional espanyola de 2017.

## Denominació
El pacte és anomenat el Pacte dels Sis en referència a les sis persones, tres d'ERC i tres del PSOE-PSC, que van formar part de la comissió negociadora, la qual va establir els termes i les condicions de l'acord. Aquestes van ser:
- Gabriel Rufián i Romero, cap de llista d'ERC per Barcelona i portaveu del partit al Congrés dels Diputats
- Marta Vilalta i Torres, Vicesecretària General d'Estratègia, Entorn i Gestió del Coneixement d'ERC
- Josep Maria Jové i Lladó, President del Consell Nacional d'ERC i diputat al Parlament de Catalunya
- Adriana Lastra Fernández, Vicesecretària General del PSOE i portaveu del partit al Congrés dels Diputats
- José Luis Ábalos Meco, Secretari General del PSOE i ministre de Foment en funcions
- Salvador Illa i Roca, Secretari d'Organització del Partit dels Socialistes de Catalunya

## Termes del pacte
El pacte va ser el resultat d'un mes de negociacions entre ambdós partits, amb sis encontres a cavall de Barcelona i Madrid, que van tenir lloc durant el mes de desembre del 2019.

El text final de l'acord establia que, a canvi de l'abstenció dels 13 diputats d'ERC a la sessió d'investidura de Sánchez, el PSOE reconeixia l'existència d'un conflicte de naturalesa política a Catalunya del referèndum del primer d'octubre ençà, i es comprometia a activar vies polítiques per a solucionar-lo, concretament a través de la creació d'una mesa bilateral de diàleg, de negociació i d'acord entre tots dos Governs, amb la voluntat que el resultat d'aquesta mesa fos finalment votat pel poble català.

## Resultats
El primer efecte del pacte va ser l'abstenció d'ERC a la investidura de Pedro Sánchez, fet que li va permetre obtenir els suports necessaris en segona volta per esdevenir President del Govern d'Espanya i formar el primer govern de coalició des de la Segona República, amb Unides Podem. Els resultats de la votació van ser els següents:
| Candidat                     | Data                                                      | Vot         |     |    |    |    |    |    |   |   |   |   |   |   |   |   |   |   |   |   |   | TE |   | Total     |
| ---------------------------- | --------------------------------------------------------- | ----------- | --- | -- | -- | -- | -- | -- | - | - | - | - | - | - | - | - | - | - | - | - | - | -- | - | --------- |
| Pedro Sánchez Pérez-Castejón | 5 de gener del 2020 Majoria requerida: Absoluta (176/350) | Sí          | 120 |    |    | 26 |    |    |   | 6 | 6 |   | 2 |   | 2 |   | 1 |   | 1 | 1 |   | 1  |   | 166 / 350 |
| Pedro Sánchez Pérez-Castejón | 5 de gener del 2020 Majoria requerida: Absoluta (176/350) | No          |     | 88 | 52 |    |    | 10 | 8 |   |   |   |   | 2 |   | 1 |   | 2 |   |   | 1 |    | 1 | 165 / 350 |
| Pedro Sánchez Pérez-Castejón | 5 de gener del 2020 Majoria requerida: Absoluta (176/350) | Abstencions |     |    |    |    | 13 |    |   |   |   | 5 |   |   |   |   |   |   |   |   |   |    |   | 18 / 350  |
| Pedro Sánchez Pérez-Castejón | 5 de gener del 2020 Majoria requerida: Absoluta (176/350) | Absències   |     |    |    |    |    |    |   | 1 |   |   |   |   |   |   |   |   |   |   |   |    |   | 1 / 350   |
| Pedro Sánchez Pérez-Castejón |                                                           |             |     |    |    |    |    |    |   |   |   |   |   |   |   |   |   |   |   |   |   |    |   |           |
| Pedro Sánchez Pérez-Castejón | 7 de gener del 2020 Majoria requerida: Simple             | Sí          | 120 |    |    | 26 |    |    |   | 7 | 6 |   | 2 |   | 2 |   | 1 |   | 1 | 1 |   | 1  |   | 167 / 350 |
| Pedro Sánchez Pérez-Castejón | 7 de gener del 2020 Majoria requerida: Simple             | No          |     | 88 | 52 |    |    | 10 | 8 |   |   |   |   | 2 |   | 1 |   | 2 |   |   | 1 |    | 1 | 165 / 350 |
| Pedro Sánchez Pérez-Castejón | 7 de gener del 2020 Majoria requerida: Simple             | Abstencions |     |    |    |    | 13 |    |   |   |   | 5 |   |   |   |   |   |   |   |   |   |    |   | 18 / 350  |

Avui dia, la taula de diàleg i de negociació encara no s'ha constituït, de manera que no se'n poden avaluar els efectes encara.

## Controvèrsia
El pacte va crear bastanta controvèrsia. Va ser ben rebut per una part de les societats catalana i espanyola, sobretot per les militàncies d'ERC, del PSOE-PSC i d'Unides Podem-En Comú Podem, mentre que va ser rebutjat frontalment per la dreta espanyola, i va ser criticat per la resta de sectors de l'independentisme, des de Junts per Catalunya fins a la Candidatura d'Unitat Popular i l'entorn de Primàries Catalunya.

Concretament, a Catalunya, es va interpretar com una maniobra d'ERC amb el propòsit de seduir votants del PSC i d'En Comú Podem, i també d'agafar rellevància en el panorama polític català. Tot i així, hi va haver reaccions en l'altre sentit, que van posar en dubte l'adequació i la utilitat d'aquest pacte en el moment polític que es vivia, com va ser el cas de la cap de llista per Barcelona de Junts Laura Borràs i Castanyer.
 Al seu torn, la CUP va afirmar que l'acord era una manera de "tancar per dalt allò que s'havia obert per baix",
 i fins i tot la periodista Pilar Carracelas, propera als postulats de Jordi Graupera i Garcia-Milà, el va titllar de Pacte de la Fanta.